# فرودگاه نیروی هوایی سلطنتی براودی
فرودگاه نیروی هوایی سلطنتی براودی (به انگلیسی: RAF Brawdy) یک فرودگاه نظامی است . این فرودگاه در کشور انگلستان قرار دارد و در ارتفاع ۱۱۲ متری از سطح دریا واقع شده است.